# Sophona ludtkei
Sophona ludtkei is een vlinder uit de familie wespvlinders (Sesiidae), onderfamilie Tinthiinae.
Sophona ludtkei is voor het eerst wetenschappelijk beschreven door Eichlin in 1986. De soort komt voor in het Neotropisch gebied.